# Tribut
Tribut (latinsky tributum) je platba (finanční nebo naturální) placená vládcem jiným panovníkům. Nejčastěji tak každoročně platil závislý vládce (kmene neboli tribu) svému lennímu pánovi (například králi, nebo císaři). V minulosti také tribut platily například státy poražené ve válkách svému pokořiteli.
Jako tribut je také nazývána přímá daň panovníkovi v antickém Římě.

## Čínský tributární systém
Ve východní Asii se postupem doby mezí čínskými říšemi a okolními státy vytvořila síť zahraničně-obchodních vztahů shrnovaná pod pojem čínský tributární systém. Systém vycházel z přesvědčení Číňanů, že jejich země je centrem civilizace a kultury, které je vzorem pro okolní svět. Nečínské státy v něm byly povinny přinášet tribut – například kočovníci ze severu a severozápadů koně, země jihovýchodní Asie koření a vzácná dřeva – čímž uznali své podřízené postavení, čínský císař poslům oplátkou věnoval dary – luxusní výrobky, hedvábí, čaj, mince – a povolil obchodovat.
Vzniklé obchodní vztahy byly vesměs vzájemně výhodné, zapojené země někdy získávaly bezpečnostní záruky a zpravidla zůstávaly politicky nezávislé. Prostřednictví tributárního systému, který usnadnil kulturní výměnu, čínské prvky hluboce ovlivnily kulturu sousedních zemí a vznikal tak sinocentrický mezinárodní pořádek, zejména v mingském (1368–1644) a čchingském (od poloviny 17. století) období, kdy tributární systém vzkvétal.